# IC 3359
IC 3359 је спирална галаксија у сазвјежђу Береникина коса која се налази на листи објеката дубоког неба у Индекс каталогу.
Деклинација објекта је + 23° 29' 55" а ректасцензија 12h 26m 51,3s. Привидна величина (магнитуда) објекта IC 3359 износи 15,4 а фотографска магнитуда 16,2. IC 3359 је још познат и под ознакама NPM1G +23.0292, KUG 1224+237, PGC 89605.